# 1912 en sport automobile
Chronologie du Sport automobile
1911 en sport automobile - 1912 en sport automobile - 1913 en sport automobile

## Les faits marquants de l'année1912enSport automobile
- Le Français Jean Beutler remporte le Rallye automobile Monte-Carlo sur une Berliet. L’organisation est mauvaise et le Rallye n’est pas reconduit l’année suivante ; il faut attendre 1924 pour assister à la 3e édition du rallye.

## Par mois

### Mai
- 30 mai : 500 miles d'Indianapolis.

### Juin
- 26 juin : cinquième édition du Grand Prix automobile de France à Dieppe. Le pilote français Georges Boillot s'impose sur une Peugeot.

### Octobre
- 2 octobre : Coupe Vanderbilt.
- 5 octobre : Grand Prix automobile des États-Unis.

## Naissances
- 14 mars : Charles « Charlie » Van Acker, pilote automobile américano-belge de monoplaces. († 31 mai 1998).
- 22 mars : Leslie Johnson, pilote anglais de course automobile. († 8 juin 1959).
- 29 mars : Ernst Ludwig Ferdinand von Delius, pilote automobile allemand. († 26 juillet 1937).
- 1er avril : Léon Dernier, pilote automobile belge († 26 juillet 1969).

- 17 juillet : Erwin Bauer, pilote automobile allemand. († 3 juin 1958).
- 23 août : Igor Troubetzkoy, sportif complet à la fois cycliste, skieur et pilote automobile. Un des premiers pilotes à piloter une Ferrari en compétition automobile. († 20 décembre 2008).
- 8 septembre : Jacques Péron, pilote de rallye et de circuits français.